# Монтеманьо Монферато
Монтема̀ньо Монферато (на италиански: Montemagno Monferrato; на пиемонтски: Montmagn, Монтман) е село и община в Северна Италия, провинция Асти, регион Пиемонт. Разположено е на 260 m надморска височина. Населението на общината е 1203 души (към 2010 г.).